# Evelin Ilves

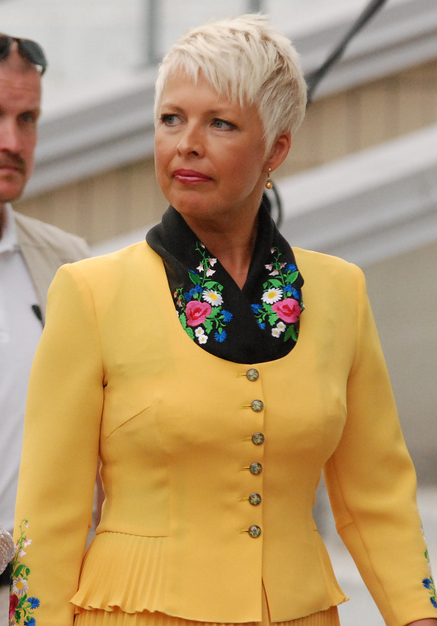
Evelin Ilves (2009)

Evelin Ilves (Tallinn, 20 de abril de 1968) é uma enfermeira e ex-studenta de economia, foi a primeira-dama da Estônia, casada com o presidente da Estônia, Toomas Hendrik Ilves. Eles se divorciaram em abril de 2015.